# Spartacus: Războiul celor blestemați
Spartacus: War of the Damned este titlul celui de-al treilea și ultimul sezon al Spartacus, un serial de televiziune produs de canalul Starz, fiind precedat de Spartacus: Vengeance și Spartacus: Blood and Sand. Serialul este inspirat de figura istorică a lui  Spartacus (interpretat de Liam McIntyre), un gladiator trac, care în perioada 73 - 71 î.Hr. a condus A Treia Răscoală a Sclavilor împotriva  Republicii Romane. A avut premiera la 25 ianuarie 2013 și s-a terminat la 12 aprilie 2013.

## Distribuție

### Rebeli
- Liam McIntyre este Spartacus - un războinic trac condamnat la sclavie ca gladiator în Casa lui Batiatus. După ce conduce o revoltă la ludus, el și armata sa de rebeli au câteva mari succese împotriva forțelor romane, dar este înfrânt în cele din urmă de legiunile lui Crassus.
- Manu Bennett este Crixus - un războinic gal care este al doilea la comandă în cadrul răsculaților
- Dustin Clare este Gannicus - un războinic celt, fost gladiator care și-a câștigat libertatea, dar care s-a alăturat rebelilor pentru a onora memoria lui Oenomaus. Este îndrăgostit de Sibyl.
- Dan Feuerriegel este Agron - un războinic german. Este îndrăgostit de Nasir.
- Cynthia Addai-Robinson este Naevia - o luptătoare africană. Este îndrăgostită de Crixus.
- Ellen Hollman este Saxa - o luptătoare germană.
- Ditch Davey este Nemetes - un războinic german.
- Barry Duffield este Lugo - un războinic german.
- Heath Jones este Donar - fost gladiator al Casei lui Batiatus, un războinic loial al răscoalei.
- Pana Hema Taylor este Nasir - un războinic sirian. Este îndrăgostit de Agron.
- Blessing Mokgohloa este Castus - un pirat cilician care se alătură răscoalei.
- Jenna Lind este Kore - o sclavă a lui Crassus și amantă a sa. Evenimente nefericite vor testa loialitatea sa față de Casa lui Crassus.
- Gwendoline Taylor este Sibyl - o sclavă a cărei viață a fost salvată de  Gannicus.

### Romani
- Simon Merrells este Marcus Licinius Crassus - cel mai bogat roman din Republică. După mai multe încercări eșuate, Senatul Roman îl însărcinează cu înăbușirea răscoalei.
- Todd Lasance este tânărul Iulius Cezar - este însărcinat de Crassus să se infiltreze și să saboteze răscoala sclavilor, apoi ajunge al doilea la comandă după Crassus. Rolul său în răscoală așa cum apare în serial este fictiv, neexistând înregistrări istorice în acest sens.
- Christian Antidormi este Tiberius Licinius Crassus - cel mai mic băiat al lui Marcus Licinius Crassus, reprezentând cuvântul și dorința tatălui său în armata recrutată de acesta. Este ucis de Kore.
- Anna Hutchison este Laeta - cetățeancă romană care este ținută prizonieră de Spartacus după cucerirea orașului de către sclavi; în cele din urmă devine iubita acestuia.